# Marisa Morel
Marisa Morel (eigentlich Marisa Merlo, * 13. Dezember 1914 in Turin; † nach 1959) war eine italienische Sängerin (Koloratursopran), Opernregisseurin und Gesangspädagogin. Sie war die Tochter des Malers Enrico Merlo und der Pianistin Irma Brun.

## Leben und Werk
Marisa Morel debütierte nach ihrem Studium in Turin bei Virginia Fermi Germano 1933 an der Mailänder Scala als Zerline in der Oper Fra Diavolo von Daniel-François-Esprit Auber. 1938 und 1939 trat sie an der Metropolitan Oper in New York auf. Sie sang die großen Sopran-Rollen des Opernrepertoires, insbesondere die Carolina in Il matrimonio segreto von Domenico Cimarosa, die Rosina in Der Barbier von Sevilla von Gioachino Rossini, die Gilda aus dem Rigoletto und die Violetta in La Traviata von Giuseppe Verdi sowie die Titelrollen in Lucia di Lammermoor von Gaetano Donizetti und die Angélique von Jacques Ibert. Kurz vor dem Zweiten Weltkrieg gründete sie Mozart-Opera-Company und führte Mozart-Opern unter anderem in Paris und Aix-en-Provence auf. Die Aktivitäten dieses Ensembles musste sie kriegsbedingt einstellen. Die Kriegszeit verbrachte sie in der Schweiz, am Stadttheater Bern (1940 bis 1943) und am Grand Théâtre in Genf, wo sie von 1940 bis 1949 häufig in Gastspielen auftrat. Unmittelbar nach Ende des Krieges nahm sie ihre internationale Karriere wieder auf. Sie gründete 1951 abermals ein eigenes Opern-Ensemble und inszenierte damit hauptsächlich Mozart-Opern. Von 1944 bis 1959 unterrichtete Marisa Morel Gesang am Konservatorium von Lausanne.